# Priscian

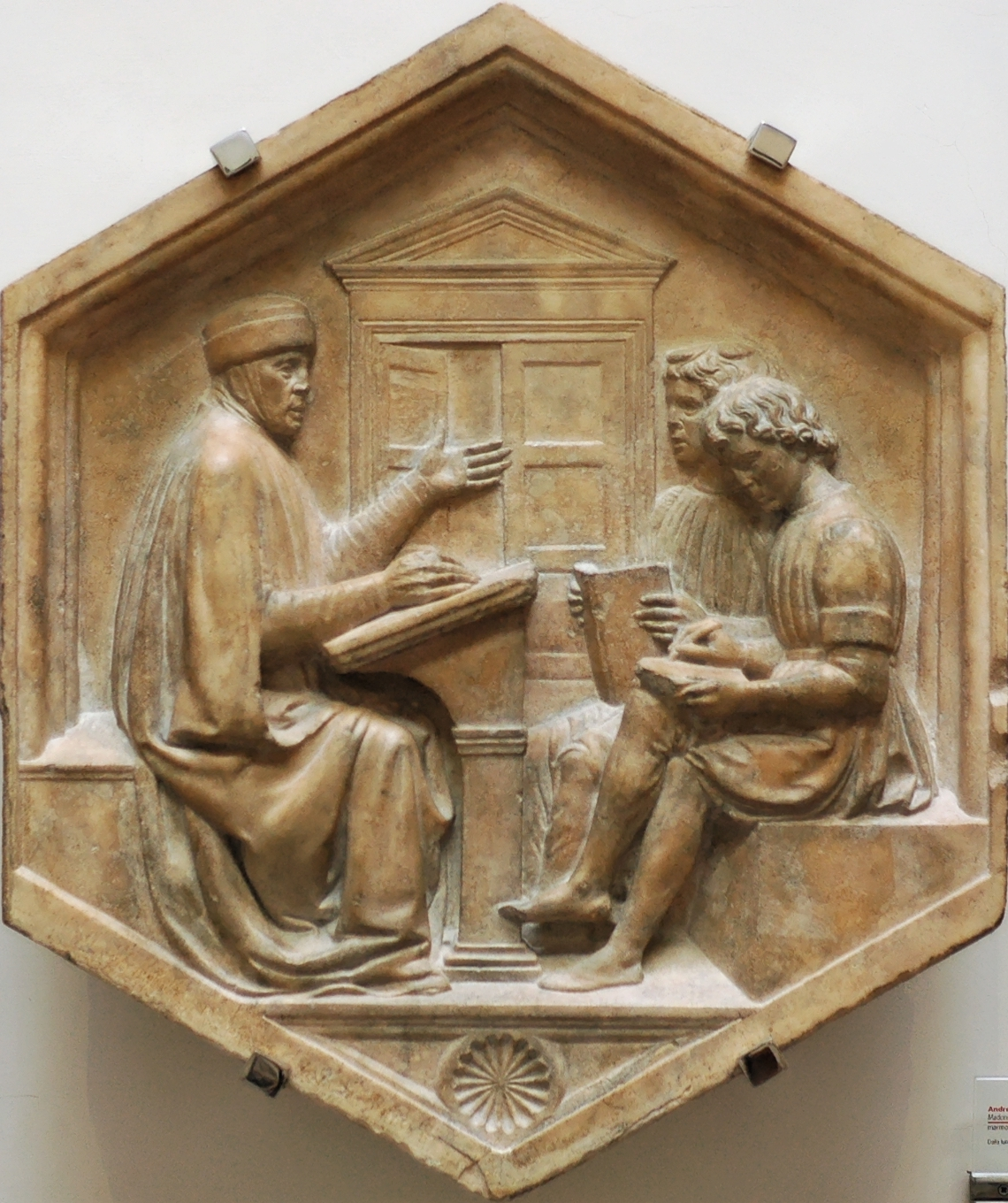
Priscian oder Die Grammatik, Halbrelief (Marmor) von der Nordostseite des Glockenturms des Florentiner Doms, Luca della Robbia, 1437/39

Priscianus Caesariensis (deutsch Priscian) war ein spätantiker byzantinischer lateinischer Grammatiker. Er lebte um 500 und starb wohl zu Beginn der Herrschaft des Kaisers Justinian I. (527–565) in Konstantinopel.

## Leben und Umfeld
Dass Priscian in den Jahrzehnten um 500 wirkte, wird durch das Lobgedicht belegt, das er an den oströmischen Kaiser Anastasios I. (491–518) richtete, sowie durch den Umstand, dass die Handschriften seiner Institutiones grammaticae eine Nachschrift enthalten, die mitteilt, dass das Werk 526/527 von Flavius Theodorus, einem Schreiber im kaiserlichen Sekretariat in Konstantinopel, kopiert wurde. Zu dieser Zeit spielte Latein auch im Oströmischen Reich noch eine wichtige, wenn auch abnehmende Rolle, denn gerade für die Ausübung einer Tätigkeit in Verwaltung oder Heer galt die Beherrschung des Lateinischen im 6. Jahrhundert nach wie vor als unverzichtbar, weshalb Priscians Grammatik früh sehr weite Verbreitung fand – nicht nur in Ostrom, sondern auch im Westen.
Priscians Beiname Caesariensis deutet wahrscheinlich (nach Barthold Georg Niebuhr und anderen) auf Caesarea in der Provinz Mauretania (Nordwestafrika) als Herkunftsort hin. Es gab allerdings mehrere Städte dieses Namens im ganzen Mittelmeerraum; Forscher wie Warren Treadgold bezweifeln die Herkunft Priscians aus Mauretanien und halten ihn für einen Oströmer. Trifft hingegen die traditionelle und weithin akzeptierte Hypothese zu, so wurde Priscian unter Herrschaft der Vandalen, die diesen Teil Nordafrikas zwischen 429 und 534 kontrollierten, geboren.
Priscians Lehrer war ein gewisser Theoctistus, der ebenfalls eine Institutio artis grammaticae schrieb. Drei kleinere Abhandlungen widmete Priscian dem jüngeren Symmachus, dem Schwiegervater des Boethius. Cassiodor überschreibt einige Auszüge aus Priscian mit der Feststellung, dass er in Konstantinopel zu seiner (Cassiodors) Zeit gelehrt habe (Keil, Gr. Lat. vii. 207).

## Rezeption

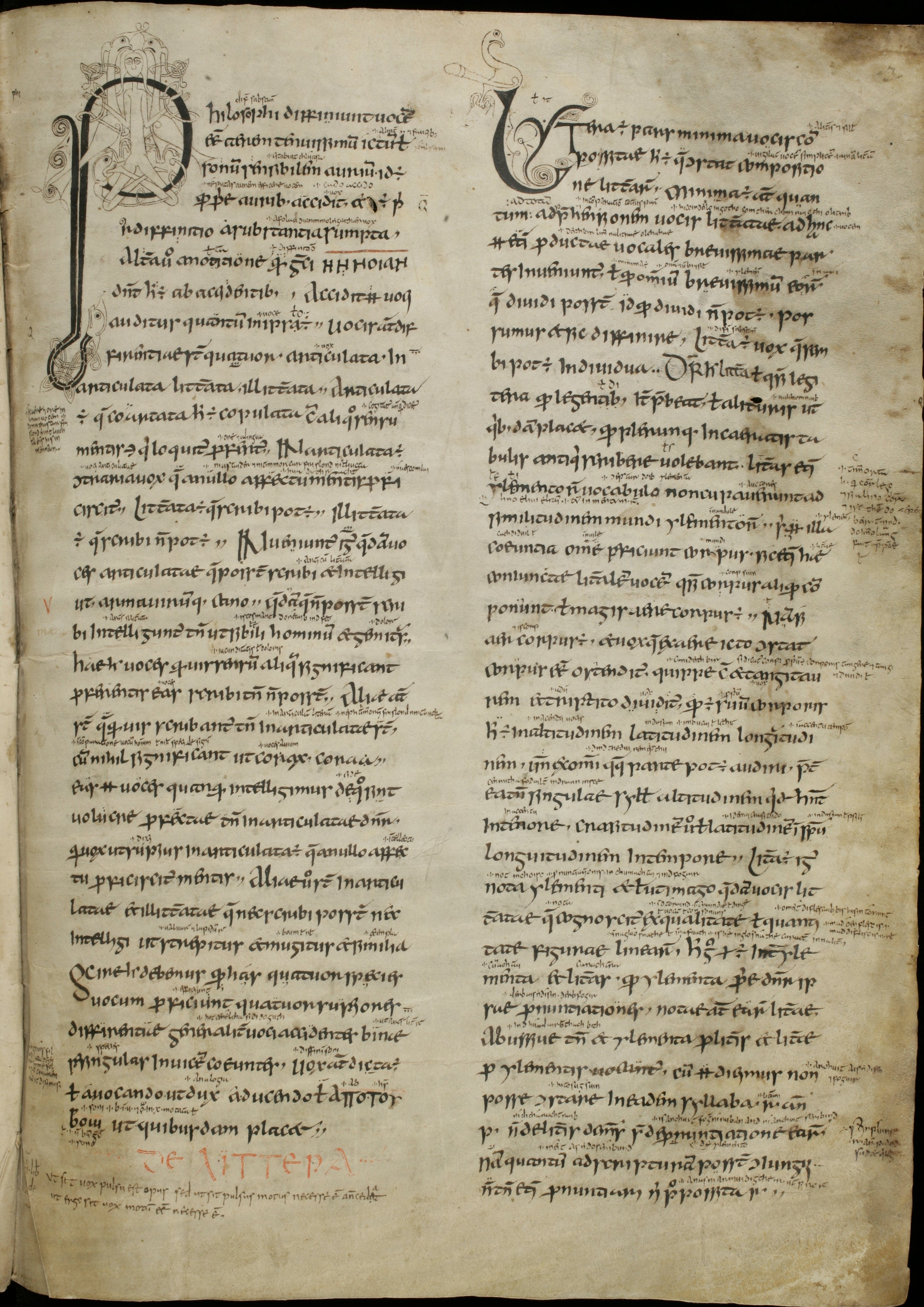
Der Anfang der Institutiones grammaticae in der 850/851 geschriebenen Handschrift St. Gallen, Stiftsbibliothek, Cod. Sang. 904 (Seite 86)

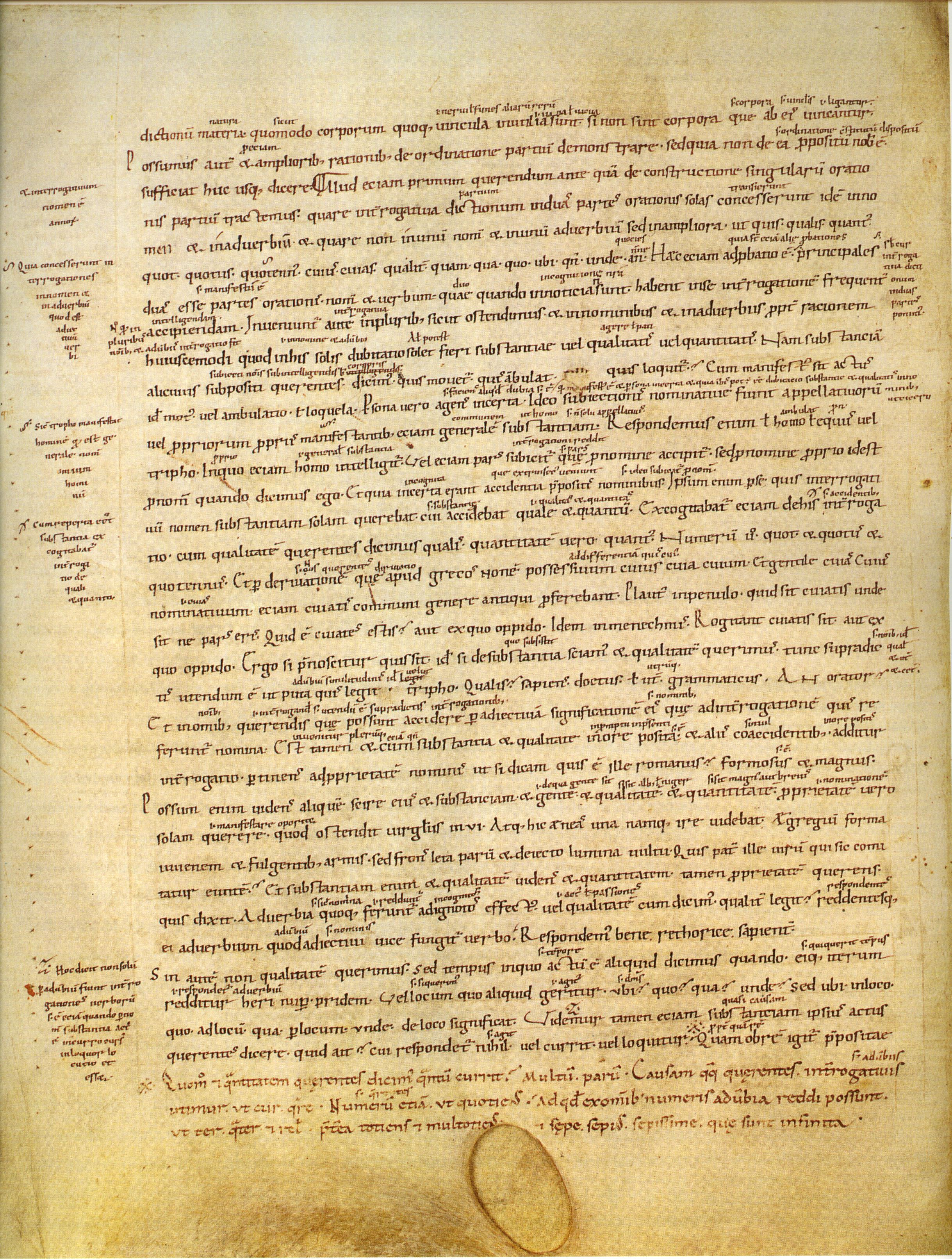
Priscians Werk in der Kölner Dombibliothek, Hs. 200, fol. 143r (9. Jahrhundert)

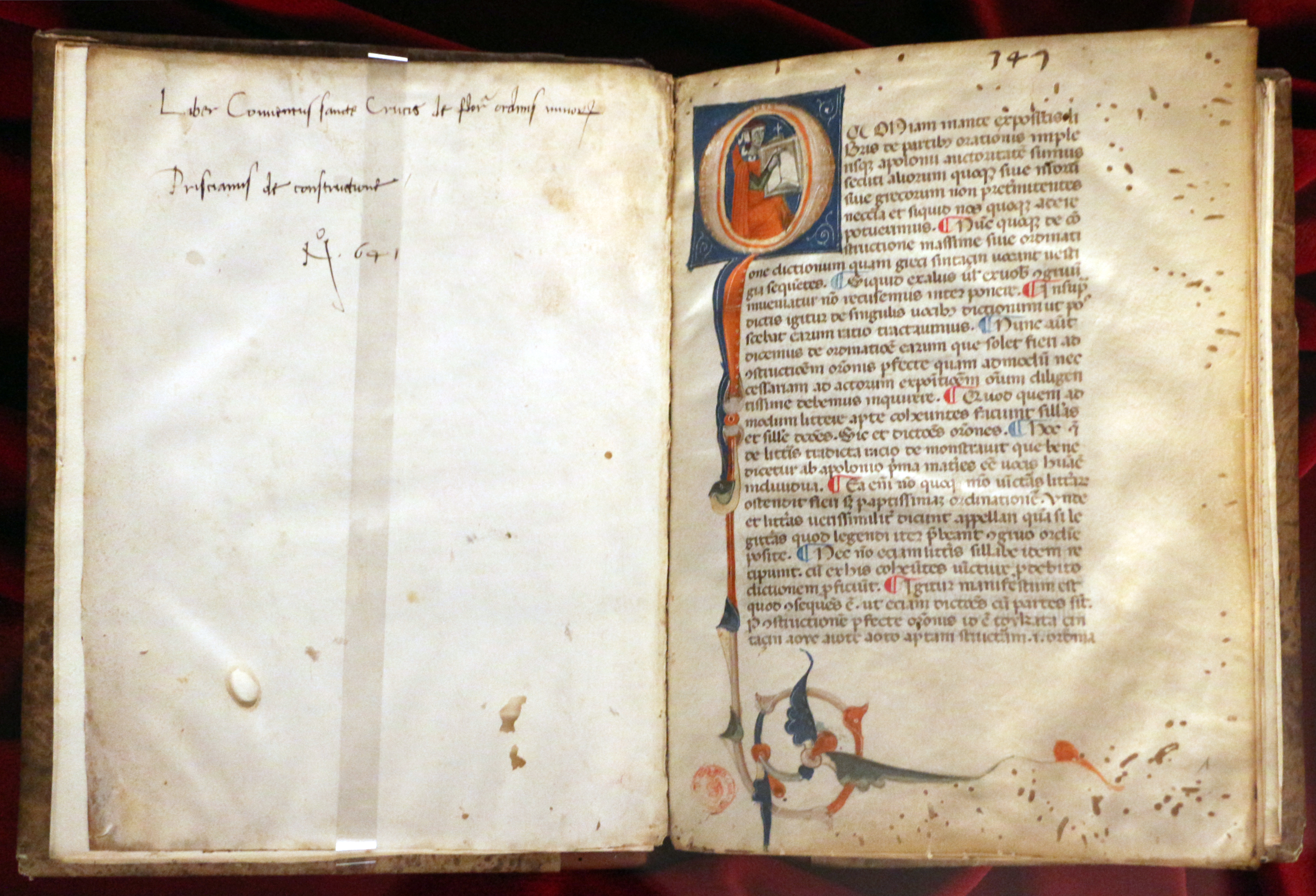
Institutiones grammaticae. Handschrift in der Biblioteca Medicea Laurenziana, Florenz (um 1290)

Priscians Werk wurde rasch im gesamten spätantiken und frühmittelalterlichen Mittelmeerraum rezipiert. Es wird sogar von mehreren britischen Autoren des 8. Jahrhunderts zitiert – Aldhelm von Sherborne, Beda Venerabilis, Alkuin – und wurde unter anderem benutzt von Hrabanus Maurus aus Fulda und Lupus Servatus aus Ferrières. Seine Bedeutung für die Pflege der lateinischen Sprache im Mittelalter ist kaum zu überschätzen.
Über viele Jahrhunderte galt Priscians Grammatik als grundlegend. Es gibt kaum eine bedeutende Bibliothek in Europa, die keine Kopie seines Werkes, von dem es rund tausend Handschriften gibt, im Bestand hat oder hatte. Der größere Teil davon besteht lediglich aus den Büchern I bis XVI (manchmal Priscianus major genannt); einige enthalten (neben den drei Büchern Ad Symmachum) nur die Bücher XVII und XVIII (Priscianus minor); wenige beide Teile. Die frühesten heute noch erhaltenen Handschriften stammen aus dem 9. Jahrhundert, nur einige Fragmente sind älter. Alle hingegen stammen sie letztendlich von der einen Kopie ab, die Theodorus erstellte.

## Werk

### Institutiones grammaticae
Die Institutiones grammaticae sind eine systematische Darstellung der lateinischen Grammatik, dem Konsul und Patricius Julian gewidmet, den manche Forscher mit dem Autor des bekannten Auszugs von Justinians Novellae (einem Teil des Corpus iuris civilis) gleichsetzen, doch scheint dieser Jurist einige Zeit später als Priscian gelebt zu haben. Vielleicht ist daher eher jener Julian gemeint, der um 530 als Justinians praefectus praetorio Orientis amtierte und selbst als Dichter dilettierte. Die Institutiones sind in achtzehn Bücher aufgeteilt, von denen die ersten sechzehn sich hauptsächlich mit Klang, Wortbildung und Flexionen befassen, die letzten beiden, die etwa ein Drittel bis ein Viertel des Gesamtwerks darstellen, mit der Syntax.
Priscian informiert in seinem Vorwort darüber, dass er diejenigen Grundregeln der Griechen Ailios Herodianos und Apollonios Dyskolos ins Lateinische übernommen habe, die ihm angemessen erschienen, und sie um die lateinische Grammatik ergänzt habe. Er hat viele Fragmente älterer Autoren, die ansonsten verloren gegangen wären, überliefert, zum Beispiel von Ennius, Pacuvius, Lucius Accius, Gaius Lucilius, Cato und Marcus Terentius Varro. Die Autoren, die er am häufigsten zitiert, sind jedoch vor allem Vergil, dann Terenz, Cicero und Plautus, schließlich Lucan, Horaz, Juvenal, Sallust, Statius, Ovid, Livius und Persius.
Sein Fleiß bei der Sammlung von Formen und Beispielen war groß, sein Vorgehen methodisch. Sein lateinischer Stil ist ohne Schnörkel, er schreibt eine klare, verständliche Fachsprache.
Die Mängel seiner Arbeit können (aus moderner Sicht) in vier Hauptpunkten zusammengefasst werden:
1. Priscian behandelt eingestandenermaßen griechische Autoren und griechische Grammatik als oberste Autoritäten und berücksichtigt zu wenig, dass jede Sprache, auch die lateinische, eine eigene Geschichte und eine eigene Gesetzlichkeit hat.
2. Es gab keine systematische Untersuchung der Phonetik, und folglich werden die Veränderungen in den Sprachen rein mechanisch behandelt: i verändert sich zum Beispiel zu a, wie in genus, generis, generatum; zu o, wie in saxi, saxosus; q wird zu s, wie in torqueo, torsi etc.
3. Die Auflösung eines Wortes in Wurzel oder Stamm und ungebeugte oder abgeleitete Affixe war ein in der Antike völlig unbekannter Gedanke, und die Formregeln basieren oft auf unwichtigen Phänomenen: zum Beispiel ende Venus als einziger weibliche Eigenname auf ein kurzes -us, wahrscheinlich werde es deswegen konsonantisch dekliniert, damit der regelmäßige Genitiv der zweiten Deklination nicht mit dem Imperativ des Verbs venire verwechselt werden könne. Der Genetiv des Substantivs ador sei aufgrund eines Regelkonflikts außer Gebrauch gekommen, da Neutra auf or eine kurze vorletzte Silbe haben (zum Beispiel aequor, aequŏris), hingegen adōro, wovon ador abgeleitet ist, eine lange.
4. Die praktische Bedeutung der Flexionen wird nicht erkannt, und ihr syntaktischer Gebrauch wird behandelt, als sei er willkürlich oder zufällig. Dies als allgemeine Regel für deklinierbare Wörter niedergelegt, die, wenn sie sich auf ein und die gleiche Person beziehen, den gleichen Kasus, Genus und Numerus haben müssen, wird bei Priscian ergänzt um die Aussage, dass bei transitiven Wörtern verschiedene Numeri benutzt werden können, zum Beispiel doceo discipulos, docemus discipulum.

Oft gibt Priscian eine Regel auch zu allgemein oder zu eingeengt an und sucht dann nach Einschränkungen beziehungsweise Erweiterungen. Seine „Etymologien“ sind manchmal äußerst gewagt bzw. abwegig: zum Beispiel caelebs von caelestium vitam ducens, b statt eines konsonantischen u, weil ein Konsonant nicht vor einem anderen stehen kann; deterior vom Verb detero, deteris, potior (als Adjektiv) von potior, potiris; arbor von robur; verbum von verberatus aeris etc. Auch in griechischen Usancen liegt er nicht immer richtig. Trotz dieser Schwächen war Priscians Leistung sehr beachtlich.

### Sonstige Werke
Priscians drei kurze, Symmachus gewidmete Abhandlungen befassen sich mit Maßen und Gewichten, den Metriken bei Terenz und einigen rhetorischen Elementen (übersetzten Übungen von Hermogenes von Tarsus). Er schrieb auch De nomine, pronomine et verbo (eine Kurzfassung von Teilen seiner Institutiones) und eine interessante Probe des Grammatikunterrichts in Schulen in Gestalt einer vollständigen Syntaxanalyse durch Frage und Antwort zu den ersten zwölf Zeilen der Aeneis (Partitiones xii. versuum Aeneidos principalium). Die Metrik wird zuerst besprochen, jeder Vers wird untersucht, und jedes Wort gründlich und lehrreich begutachtet. Auch eine Abhandlung über Betonungen wurde früher Priscian zugeschrieben, was aber von heutigen Gelehrten aufgrund des Themas und der Sprache zumeist zurückgewiesen wird.
Priscian schrieb auch zwei lange Gedichte, nämlich die bereits erwähnte (und historisch interessante) Lobschrift auf Kaiser Anastasios in 312 Hexametern mit einer kurzen jambischen Einleitung und eine wortgetreue Übersetzung in 1087 Hexametern von Dionysios’ Periegesis, einem geographischen Überblick über die Welt.

## Textausgaben
- August Ludwig Gottlob Krehl: Prisciani Caesariensis Grammatici Opera
  - Band 1. Leipzig: Weidmann, 1819 (Digitalisat).
  - Band 2. Leipzig: Weidmann, 1820 (Digitalisat).

Editionsprojekt in der „Bibliotheca Weidmanniana“ (lateinisch, teils mit italienischer Übersetzung)
- Michela Rosellini: Prisciani Caesariensis ars. Liber XVIII. Pars prior. Introduzione, testo critico e indice (= Bibliotheca Weidmanniana: Collectanea grammatica Latina. Band 13,1). Weidmann, Hildesheim 2023, ISBN 978-3-615-00455-7.
- Michela Rosellini: Prisciani Caesariensis ars. Liber XVIII. Pars altera. 1 (= Bibliotheca Weidmanniana: Collectanea grammatica Latina. Band 13,2,1). Weidmann, Hildesheim 2015, ISBN 978-3-615-00419-9.
- Elena Spangenberg Yanes: Prisciani Caesariensis ars. Liber XVIII. Pars altera. 2: Commento (= Bibliotheca Weidmanniana: Collectanea grammatica Latina. Band 13,2,2). Weidmann, Hildesheim 2017, ISBN 978-3-615-00432-8.

Editionsprojekt der Groupe Ars Grammatica (lateinisch/französisch)
- Groupe Ars Grammatica: Priscien, Grammaire. Livre VIII: Le verbe (= Histoire des doctrines de l'antiquité classique. Band 58). Vrin, Paris 2023, ISBN 978-2-7116-3132-2.
- Groupe Ars Grammatica: Priscien, Grammaire. Livres XI, XII, XIII: Les hybrides (participe, pronom) (= Histoire des doctrines de l'Antiquité classique. Band 54). Vrin, Paris 2020, ISBN 978-2-7116-2987-9.
- Groupe Ars Grammatica: Priscien, Grammaire. Livres XIV, XV, XVI: Les invariables (préposition, adverbe et interjection, conjonction) (= Histoire des doctrines de l'Antiquité classique. Band 44). Vrin, Paris 2013, ISBN 978-2-7116-2500-0.
- Groupe Ars Grammatica: Priscien, Grammaire. Livre XVII: Syntaxe, 1 (= Histoire des doctrines de l'Antiquité classique. Band 41). Vrin, Paris 2010, ISBN 978-2-7116-2304-4.
- Groupe Ars Grammatica: Priscien, Grammaire. Livre XVIII: Syntaxe, 2 (= Histoire des doctrines de l'Antiquité classique. Band 49). Vrin, Paris 2017, ISBN 978-2-7116-2773-8.

Teilausgaben in der „Bibliotheca Romanica et Latina“ (lateinisch/deutsch)
- Axel Schönberger (Hrsg.): Priscians Darstellung der lateinischen Präpositionen. Lateinischer Text und kommentierte deutsche Übersetzung des 14. Buches der Institutiones Grammaticae (= Bibliotheca Romanica et Latina. Band 5). Valentia, Frankfurt am Main 2008, ISBN 978-3-936132-18-2.
- Axel Schönberger (Hrsg.): Priscians Darstellung der lateinischen Pronomina. Lateinischer Text und kommentierte deutsche Übersetzung des 12. und 13. Buches der Institutiones Grammaticae (= Bibliotheca Romanica et Latina. Band 10). Valentia, Frankfurt am Main 2009, ISBN 978-3-936132-34-2.
- Axel Schönberger (Hrsg.): Priscians Darstellung der lateinischen Konjunktionen. Lateinischer Text und kommentierte deutsche Übersetzung des 16. Buches der Institutiones Grammaticae (= Bibliotheca Romanica et Latina. Band 11). Valentia, Frankfurt am Main 2010, ISBN 978-3-936132-09-0.
- Axel Schönberger (Hrsg.): Priscians Darstellung der lateinischen Syntax (I). Lateinischer Text und kommentierte deutsche Übersetzung des 17. Buches der Institutiones Grammaticae (= Bibliotheca Romanica et Latina. Band 12). Valentia, Frankfurt am Main 2010, ISBN 978-3-936132-10-6.
- Axel Schönberger (Hrsg.): Priscians Darstellung des silbisch gebundenen Tonhöhenmorenakzents des Lateinischen. Lateinischer Text und kommentierte deutsche Übersetzung des Buches über den lateinischen Akzent (= Bibliotheca Romanica et Latina. Band 13). Valentia, Frankfurt am Main 2010, ISBN 978-3-936132-11-3.